# Minden idők legértékesebb zenei felvételeinek listája
Az alábbi listán minden idők legértékesebb és legdrágábban eladott lemezei szerepelnek.

## Lista
| Felvétel                                      | Előadó                  | Eladási ár/Érték      | Tulajdonos     | For.        |
| --------------------------------------------- | ----------------------- | --------------------- | -------------- | ----------- |
| Once Upon a Time in Shaolin                   | Wu-Tang Clan            | 4 000 000 dollár      | PleasrDAO      | [ 1 ] [ 2 ] |
| Double Fantasy                                | John Lennon és Yoko Ono | 850 000 dollár        | Ismeretlen     | [ 3 ]       |
| The Beatles                                   | The Beatles             | 790 000 dollár        | Ismeretlen     | [ 4 ]       |
| That’ll Be the Day/In Spite of All the Danger | The Quarrymen           | 200 000 dollár        | Paul McCartney | [ 5 ] [ 6 ] |
| My Happiness                                  | Elvis Presley           | 300 000 dollár        | Jack White     | [ 7 ]       |
| Sgt. Pepper’s Lonely Hearts Club Band         | The Beatles             | 290 000 dollár        | Ismeretlen     | [ 8 ]       |
| Yesterday and Today                           | The Beatles             | 125 000 dollár        | Ismeretlen     | [ 9 ]       |
| Do I Love You (Indeed I Do)                   | Frank Wilson            | 100 000 dollár        | Lee Jeffries   | [ 11 ]      |
| Till There Was You                            | The Beatles             | 100 000 dollár        | Ismeretlen     | [ 12 ]      |
| The Quarrymen koncertfelvétel                 | The Quarrymen           | 98 000 dollár         | Ismeretlen     | [ 13 ]      |
| Love Me Do                                    | The Beatles             | 50 000–100 000 dollár | Ismeretlen     | [ 14 ]      |